# Erörterung
Die Erörterung ist eine essayistische Textform, in der die Kerntatsachen („Orte“ bzw. Topoi) eines Sachverhaltes herausgearbeitet und dargestellt werden, um dem Leser eine Urteilsbildung zu ermöglichen. In einer Erörterung kann ein eigener Standpunkt zu einer Fragestellung gefunden, ein Sachurteil abgeleitet und dies argumentativ mit Belegen/Beispielen begründet werden.
Die Erörterung im Sinne einer Topik ist ein Teilgebiet der literarischen Rhetorik und wurde in ihrer Verfahrensweise bereits von Aristoteles in seiner Schrift Topik ausführlich dargestellt.
Neben der Interpretation literarischer Texte ist die Erörterung die wichtigste Form des Schulaufsatzes.

## Allgemeines Verfahren der Erörterung
Die Erstellung einer Erörterung folgt der klassischen Rhetorik und besteht aus vier Arbeitsschritten:
1. Stoffsammlung (inventio): Das Thema wird durchdrungen und dessen verschiedene Aspekte einschließlich der Fragestellung erkannt und schließlich als Materialsammlung geordnet zusammenstellt. Als klassisches Hilfsmittel zur Ermittlung der Topoi dienen hierbei W-Fragen: Wer tat was wie wann wo womit warum und für wen?
2. Planung des Aufbaus (dispositio): Die gefundenen Topoi werden innerhalb der drei Abschnitte Einleitung, Hauptteil und Schluss dargestellt.
  1. In der Einleitung (exordium/prooemium)  wird der Leser an das Thema herangeführt und sein Interesse geweckt, indem Bezüge von Relevanz hergestellt werden. Außerdem werden Schlüsselbegriffe eingeführt und erklärt.
  2. Im Hauptteil soll der Leser einerseits ausgewogen informiert werden und schließlich durch die Argumentationsketten des Autors überzeugt werden. Dies erfolgt durch die Darlegung der Argumente nacheinander in gegliederter Reihenfolge (propositio). Jedes einzelne Argument wird dabei wiederum unter drei Gesichtspunkten behandelt:
    1. These (narratio): Schilderung des Sachverhalts
    2. Beweisführung (argumentatio): entweder, um die Glaubwürdigkeit des vorgebrachten Sachverhaltes zu bestätigen (confirmatio) oder die gegnerischen Argumente zu widerlegen (confutatio). Die vorgebrachten Thesen werden durch Beispiele plausibel gemacht, durch Beweise erhärtet und durch Angabe von Informationsquellen gestützt.
    3. Folgerung (conclusio): Darlegung der Konsequenzen aus der Akzeptanz/Nichtakzeptanz eines Argumentes bzw. Darstellung der Interessenlage der beteiligten Parteien (cui bono)

  3. Schluss (peroratio): Im Plädoyer wird nach Erörterung aller Argumente eine Zusammenfassung gegeben, eine Meinung dargestellt und ggf. ein Ausblick auf weitere Debatten gegeben.
3. Ausschmückung (elocutio): In diesem Arbeitsschritt werden Überlegungen angestellt, wie der geordnete Stoff sprachlich ausgedrückt werden soll, z. B. Wahl des Stils und schmückender Elemente.
4. Niederschrift (actio/exercitatio): Zuletzt erfolgt die bedachtsame Niederschrift des in Skizzen angesammelten Materials zu einem fertigen Aufsatz. Dabei soll das Rohmaterial von Fehlern bereinigt werden (emendatio) und man kann seine Menge durch Auswahl ggf. konzentrieren und verringern (delectus).

## Erörterungstypen
Bei Erörterungen (auch Problemaufsätze genannt) lassen sich zwei Typen unterscheiden: die textgebundene Erörterung und die freie Erörterung (auch Besinnungsaufsatz genannt).

### Textgebundene Erörterung
Eine textgebundene Erörterung geht von einer Textvorlage aus, die eine strittige Frage behandelt. Bei dieser Form wird zunächst das behandelte Problem benannt, die Textvorlage erschlossen und der Gedankengang des Textes zusammenfassend wiedergegeben. Daran schließt sich die Referierung der im Text vertretenen Thesen und eine Erläuterung der Argumentation des Autors an. Es folgt eine Auseinandersetzung mit dem Gedankengang des Textes, indem die „Stellungnahme“ durch weitere Argumente gestützt oder argumentativ entkräftet wird.
Eine textgebundene Erörterung besteht aus Einleitung, Hauptteil und Schluss. Dabei gliedert sich der Hauptteil in zwei Teile: Die Analyse des Inhalts, in der die Kerngedanken, die Intention und die sprachlich-stilistischen Mittel aufgezeigt werden und in die kritische Auseinandersetzung mit der Textvorlage. Die Analyse des Inhalts bzw. der sprachlich-stilistischen Mittel erfolgt wie in einer Interpretation. Zusätzlich setzt sie sich mit dem Text auseinander (verifizieren, falsifizieren). Die Erörterung ist der eigentliche Teil der textgebundenen Erörterung. In der Erörterung geht es darum, möglichst gut ausformulierte Faktenargumente, Wertargumente und Autoritätsargumente einzubringen. Im Schlussteil wird die eigene Position zusammengefasst und es wird ein Urteil oder eine Empfehlung zur Textvorlage ausgesprochen.

### Freie Erörterung
Eine freie Erörterung oder auch Besinnungsaufsatz erörtert ein Thema unabhängig von einer Textvorlage. Es lassen sich hier zwei Typen unterscheiden: die lineare (oder steigernde) und die kontroverse (oder dialektische) Erörterung. Diese zeichnet sich durch eine Unterteilung des Hauptteils in einen Pro- und Kontra-Teil aus.
Bei der kontroversen Erörterung
- Folgerung (deshalb-/so-dass-Phase)
- Rückbezug auf die These (also-Phase, evtl. Entscheidung)

Fragestellungen für diese Variante der Erörterung lassen sich durch Begriffspaare wie „Chancen und Risiken“, „Fluch und Segen“ u. Ä. darstellen (Beispiel: Chancen und Gefahren des Internets).

## Aufbau einer dialektischen Erörterung

### Vorarbeiten

#### Stoffsammlung für den Hauptteil
Da im Hauptteil einer Erörterung These und Antithese durch Argumente gestützt werden sollen, empfiehlt sich als Vorarbeit ein Sortieren der Pro- und Kontra-Argumente. Die Stoffsammlung kann auch in Form einer Mindmap erfolgen. Daraus lässt sich dann in einem zweiten Schritt eine Gliederung entwickeln. Beim Aufbau einer Erörterung sollte man sich an der klassischen Dreiteilung „Einleitung – Hauptteil – Schluss“ orientieren. Der Hauptteil kann wiederum in einen Pro- und Kontrablock unterteilt werden. Jeder Block des Hauptteils wird dabei durch eine (Haupt-)These eingeleitet, die das Thema bzw. die Fragestellung in polarisierender Weise (pro oder kontra) aufgreift und als Behauptung formuliert. Die Argumente für die eigene Position stellt man an das Ende des Hauptteils. Bei der Darstellung der Gegenposition beginnt man mit dem stärksten Argument, beim Darlegen der eigenen Position mit dem schwächsten Argument.

### Strukturmerkmale

#### Einleitung
In der Einleitung wird das Thema grundsätzlich erläutert und auf die Bedeutung der Problematik aufmerksam gemacht. Aufgabe der Einleitung ist dabei zunächst die Hinführung zum Thema bzw. zur Fragestellung, wie in der Überschrift formuliert. Eine solche Hinführung ist möglich durch Anknüpfen an
- einen aktuellen Anlass
- eine Studie
- eigene Erfahrungen
- einen Medienbericht
- eine Statistik
- ein (provozierendes) Zitat
- eine aktuelle Diskussion

Wesentlich ist dabei das Herausarbeiten des in der Sache bzw. in der Fragestellung liegenden Widerspruches, der am Ende der Einleitung schließlich zur Wiederholung der eigentlichen Frage- bzw. Themenstellung der Erörterung hinführt. Eine Einleitung kann hierbei aus einer Begriffsdefinition, einem Zitat, einem persönlichen Erlebnis, einer Hintergrundinformation oder einem geschichtlichen Überblick bestehen. Zumindest muss die Einleitung die allgemeine Bedeutung des Themas darlegen. Argumente sind dem Hauptteil vorbehalten.

#### Hauptteil Teil I: Antithese
Der erste Teil des Hauptteils beginnt in der Regel mit der Aufstellung der Antithese (auch Gegenthese) zu der vom Autor favorisierten Meinung (was also nicht seiner Meinung entspricht). Man fängt dabei immer mit dem stärksten Argument an und hört mit dem schwächsten auf.

#### Hauptteil Teil II: These
Im zweiten Teil des Hauptteils wird die vom Autor favorisierte These formuliert. Hierbei beginnt man stets mit dem schwächsten Argument und hört mit dem stärksten auf, da sich der Leser die zuletzt genannten Argumente am ehesten merkt.

#### Argumentation
An die Thesen schließen sich die einzelnen Argumente an, die jeweils eine der beiden Thesen (Pro- oder Contrathese) unterstützen. Damit eine Argumentation überzeugen kann, muss sie in sich schlüssig sein. Der Zusammenhang zum Thema bzw. zur Fragestellung darf nicht verloren gehen und die jeweilige Hauptthese muss untermauert werden. Weiter ist dabei wichtig, mit dem stärksten Argument aufzuhören, damit dem Leser das wichtigste Argument am besten in Erinnerung bleibt. Darüber hinaus sollte die Argumentation spannend aufgebaut sein, so dass der Leser nicht das Interesse verliert.
Ein Argument besteht aus einer Behauptung, die klar formuliert wird. In einem zweiten Schritt wird diese Behauptung begründet, im dritten Schritt werden Behauptung und Begründung durch Belege oder Beispiele (aus dem täglichen Leben oder aus der persönlichen Erfahrung) untermauert. Eine Folgerung der Behauptung wird in der Oberstufe vorausgesetzt. Durch eine Rückführung wird das Argument abgerundet. Die Rückführung greift dabei stets den Einleitungsgedanken wieder auf.
Als Belege eignen sich:
- aktuelle statistische Daten
- Verweis auf wissenschaftliche Forschungsergebnisse
- Verweis auf Pressemeldungen (auch als Zitat möglich)
- Verweis auf allgemein bekannte Tatsachen
- Hinweis auf mögliche Folgen
- Nachweis fehlerhafter Prämissen des Gegenarguments
- Verweis auf allgemein anerkannte Wertvorstellungen (Normen)
- Verweis auf Autoritäten

Belege sind für sich genommen noch keine Argumente. Sie ergeben erst einen Sinn, wenn sie in den Argumentationszusammenhang eingeordnet werden und deutlich geworden ist, in welcher Hinsicht sie das Argument stützen. Beispiele müssen so gewählt sein, dass sie einen (abstrakten) Argumentationszusammenhang veranschaulichen und plausibel machen können. Die Anschaulichkeit der Belege ist sekundär, da der Rezipient bereits durch die Begründung überzeugt wurde.

#### Hauptteil Teil III: Synthese
Eine dialektische Argumentation mündet in eine Synthese, die einen Lösungsvorschlag beinhalten sollte. Meist bietet sich ein Kompromiss (Mittelweg) an. Alternativ kann auch eine konkrete These aus der Argumentation eingeschränkt werden. Die Argumentation soll die Brauchbarkeit des Lösungsvorschlags der Synthese verdeutlichen bzw. nachweisen.
Bei einer linearen Erörterung kann die Synthese entfallen.

#### Schluss
Im Schlussteil trifft der Autor eine Entscheidung bzw. bezieht eine persönliche Position, die eine Bewertung der Argumente beinhalten kann. Dazu kann man ein oder zwei Argumente wieder aufgreifen. Argumente werden aufgrund persönlicher Erfahrungen oder Einstellungen als wichtig, unwichtig oder weniger relevant eingestuft, es wird ein persönlicher Weg gefunden, mit den dargelegten Problemen oder Gefahren umzugehen, die in der einleitenden Fragestellung möglicherweise aufgeworfen und im Hauptteil argumentativ dargelegt wurden.
Am Ende kann eine Prognose oder eine Hoffnung genannt oder auch eine Position bezogen werden, die über das Thema im engeren Sinne hinausweist. Im Idealfall enthält der Schluss eine Synthese aus den beiden Antithesen des Hauptteils und nimmt dabei eine vermittelnde Position des Sowohl-als-auch ein oder relativiert die antithetisch dargelegten Argumente von einer höheren Warte aus (siehe Dialektik). Man kann in den Schluss auch eine mögliche Lösung für das Problem einbringen.

## Mögliche Struktur einer dialektischen Erörterung
Einleitung
Führt zum Thema hin und endet in der Regel mit der Formulierung der Fragestellung
Hauptteil
Teil I: pro oder contra, beginnt mit der Gegenthese zum vom Autor der Erörterung favorisierten Standpunkt
Argument 1
Beleg 1
evtl. Beispiel 1, Beispiel 2 usw.
Argument 2
Beleg 1
evtl. Beispiel 1, Beispiel 2 usw.
usw.
Teil II: contra oder pro, beginnt mit der Gegenthese zum im Teil I formulierten Standpunkt
Argument 1
Beleg 1
evtl. Beispiel 1, Beispiel 2 usw.
Argument 2
Beleg 1
evtl. Beispiel 1, Beispiel 2 usw.
usw.
Alternativ können Pro- und Contra-Argumente auch jeweils direkt aufeinander folgen
Teil III: Synthese (Lösungsvorschlag)
Schluss
Hier wägt man die Argumente gegeneinander ab, kommt zu persönlichen Bewertungen der vorgebrachten Argumente und formuliert ggf. eine persönliche Meinung, einen Ausblick o. Ä.